# GE 에볼루션 시리즈
GE 에볼루션 시리즈(영어: GE Evolution Series)는 미국 제너럴 일렉트릭에서 개발한 디젤 및 전기 기관차로 2005년에 발효된 미국 환경청의 티어 2 환경 규제 조건에 맞추기 위해 개발된 기관차로 2003년부터 현재까지 도입하고 있다. 친환경 엔진의 경우 GEVO 디젤 엔진이 있는데 이 엔진의 경우 기존 엔진에 비해 공해를 일으키지 않으며 엔진 다운사이징을 통해 기존 16기통 기관차 엔진과 달리 12기통으로 동급 출력을 뽑아내는 우수한 엔진이다.

## 모델

### ES40DC
기존 모델인 대시 9-40CW의 차기 모델로 4,000마력의 직류모터 모델이다.

### ES44DC
기존 모델인 대시 9-44CW의 차기 모델로 4,400마력의 직류모터 모델이다.

### ES44AC
기존 모델인 AC4400CW의 차기 모델로 4,400마력 교류모터 모델이다.

### ES44AC4
기존 모델인 ES44AC와 동일하나 대차 형식이 C-C가 아닌 A1A-A1A으로 동력축이 6축에서 4축으로 줄어든 모델이다. AC 모터가 장착되었다.

### 티어4
2012년부터 발표된 모델로 EPA 환경 규제에 대응하기 위해 티어 4조건을 충족시킨 차량이다. 2015년부터 순차별로 도입했으며 기존 차량 대비 전장이 늘어났으며 또한 상부 라디에이터의 대형화와 라디에이터 전방 험프를 돌출시켰다.

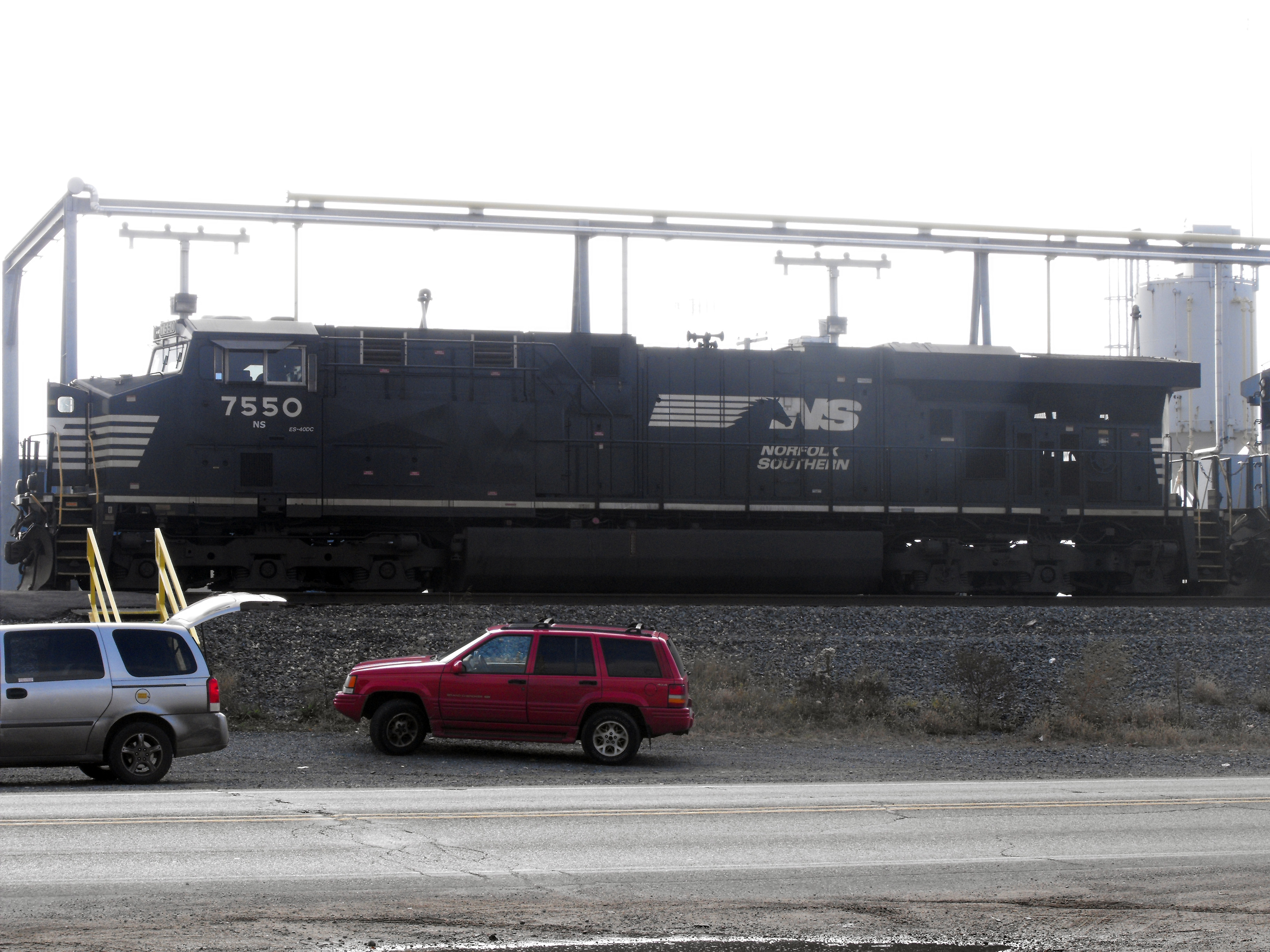
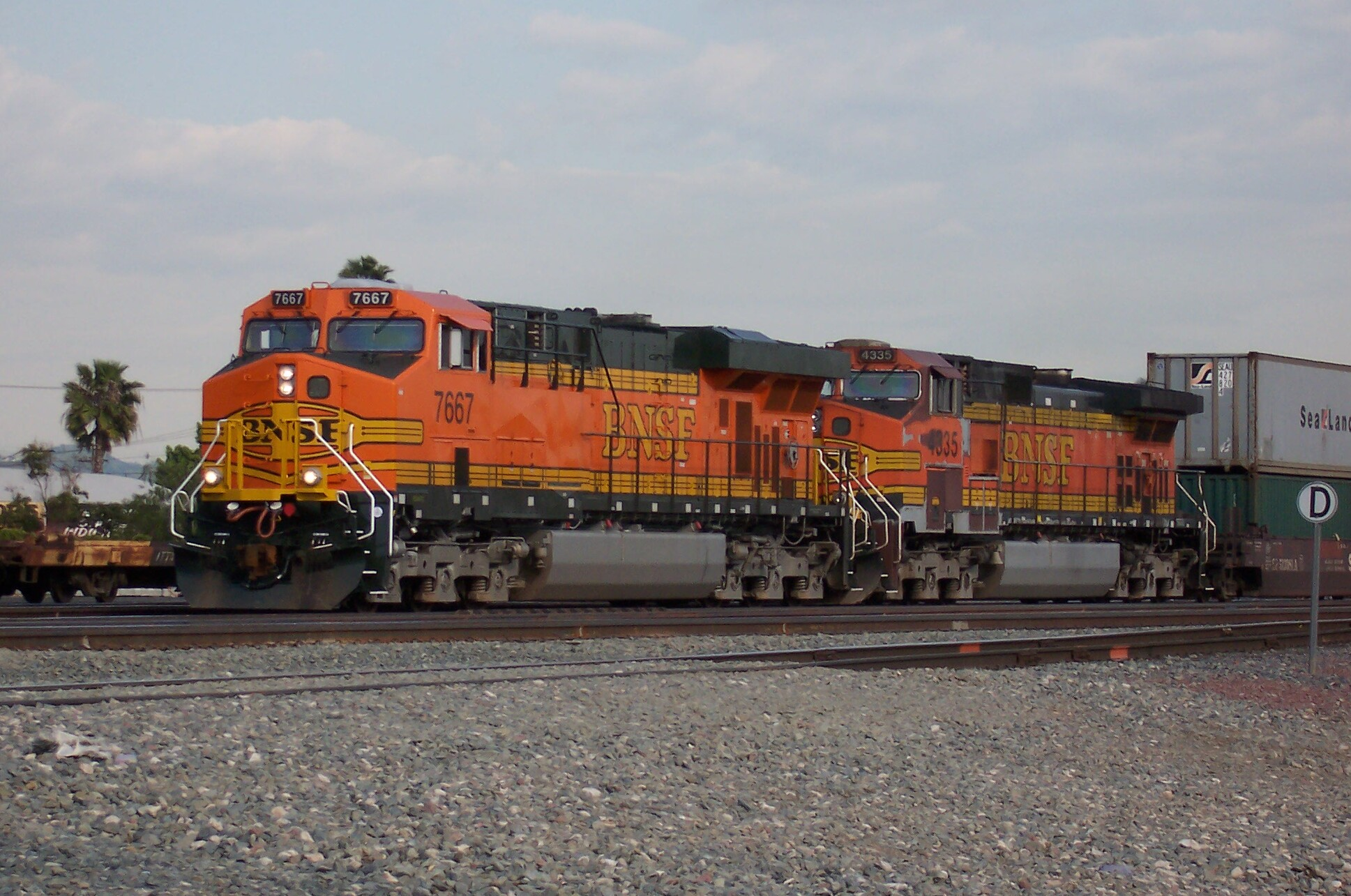
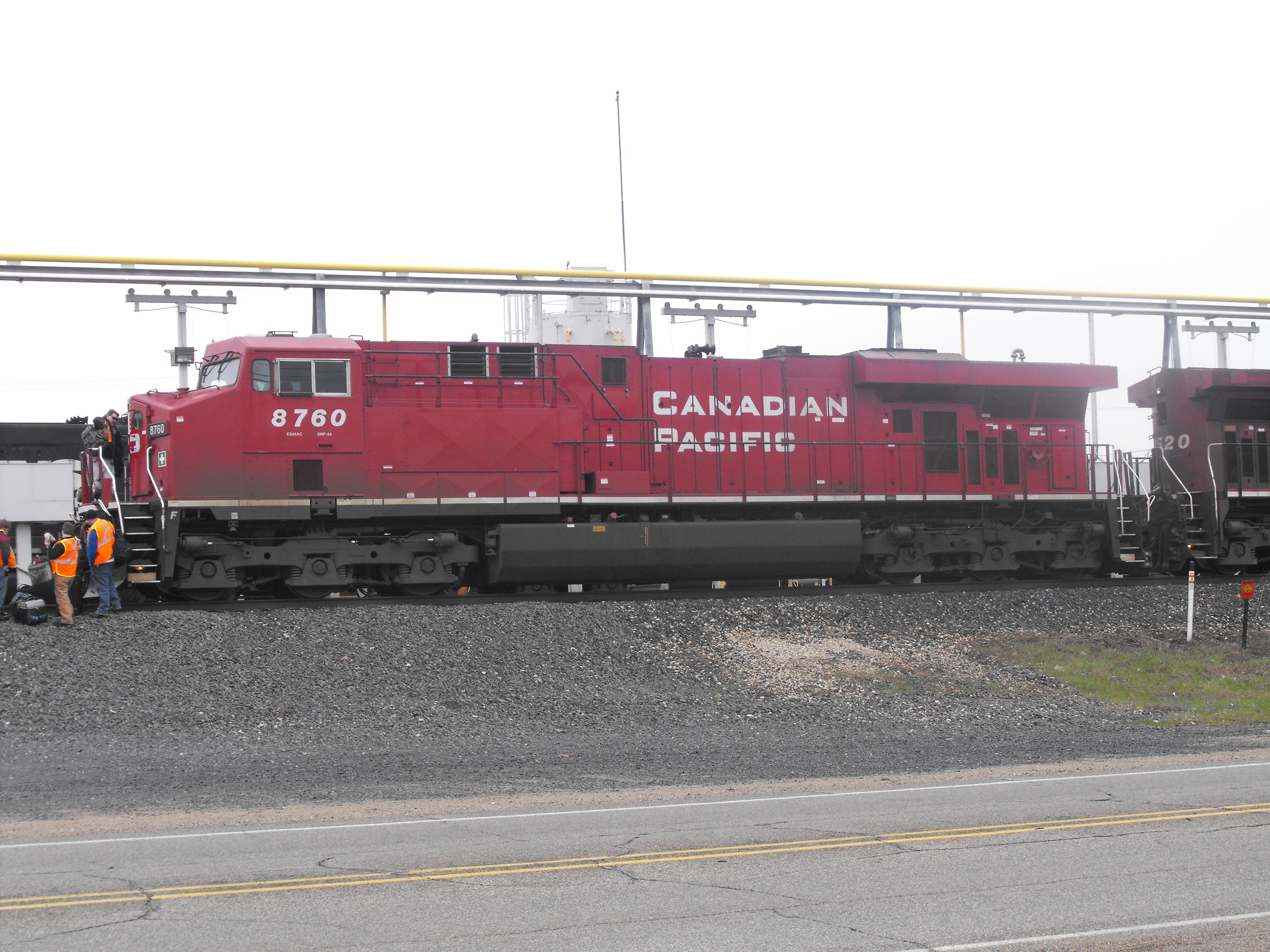
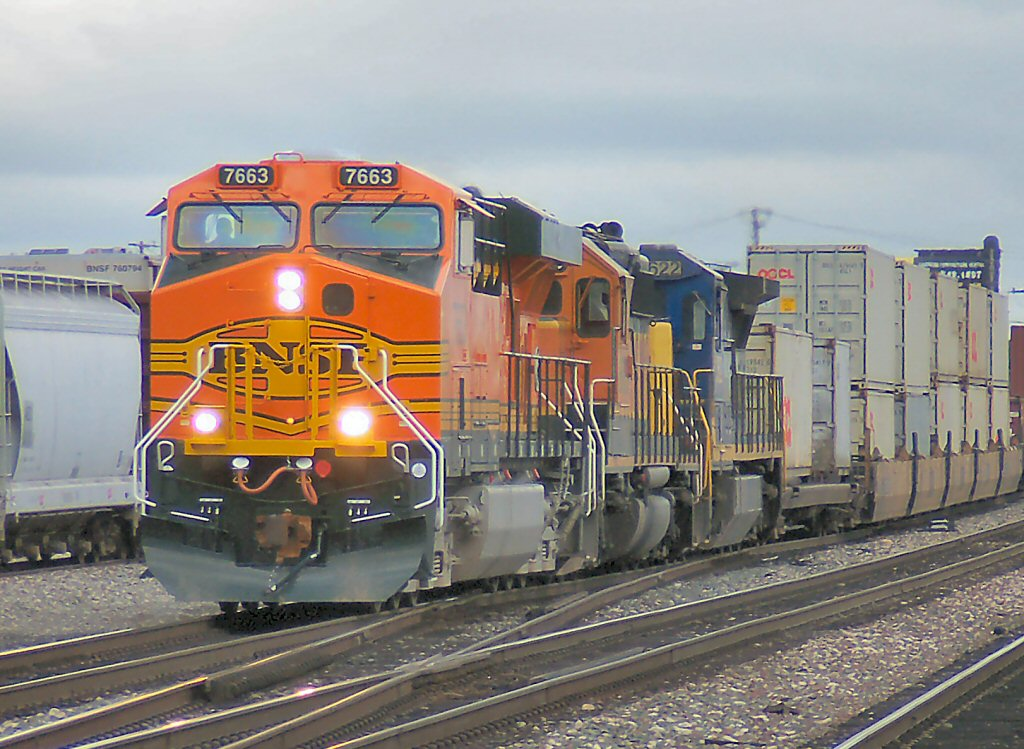
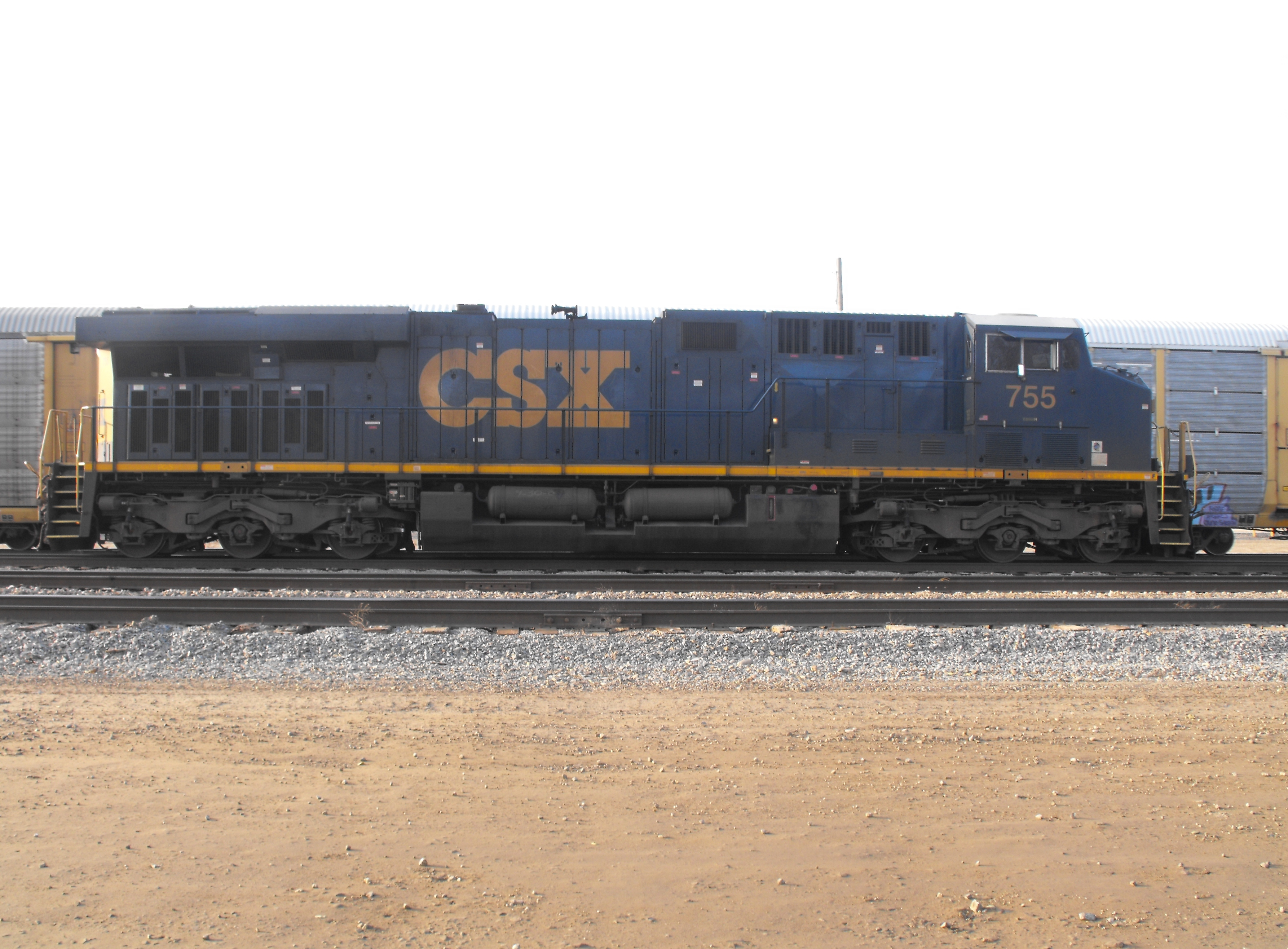
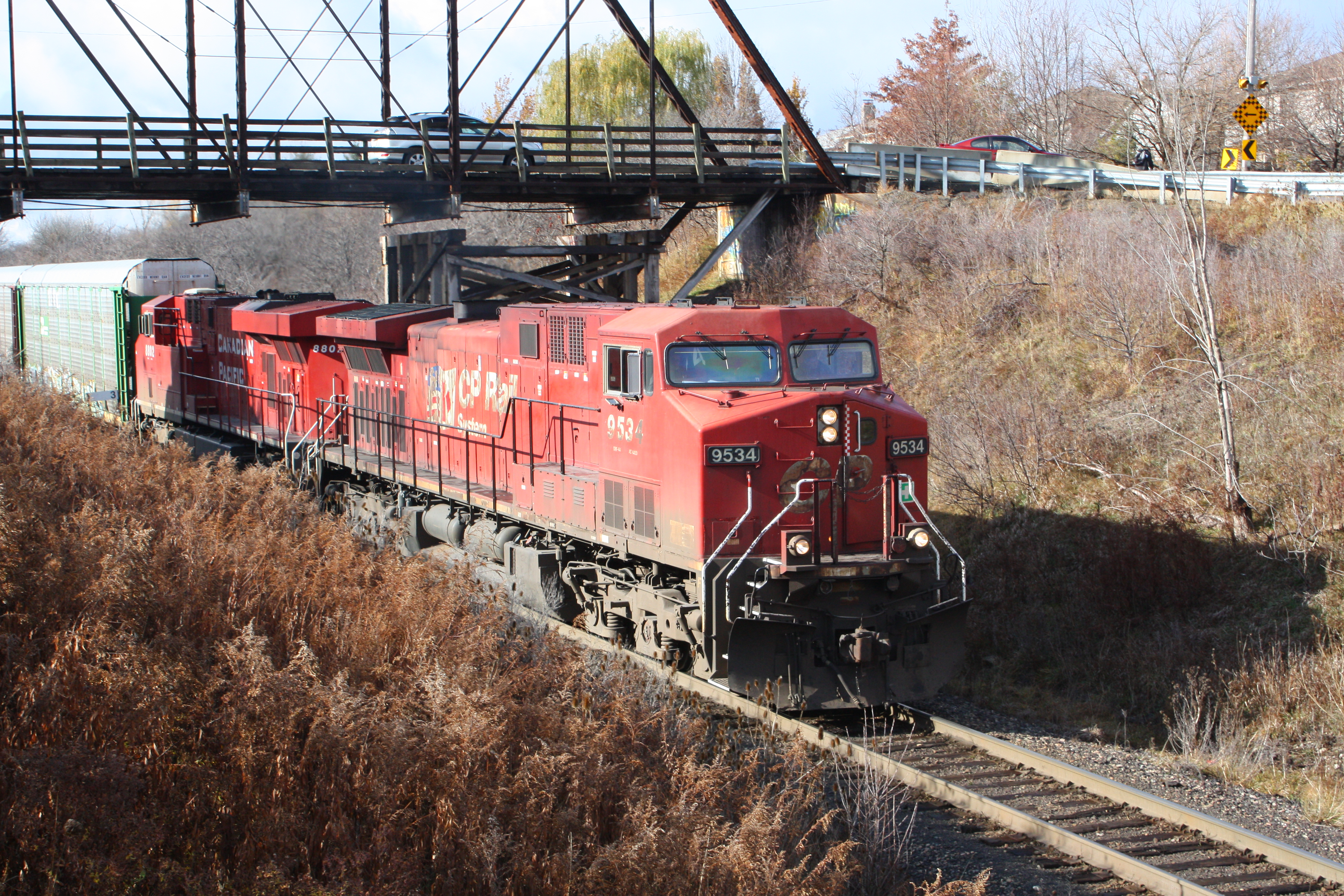